# Heterocondylus
Heterocondylus là một chi thực vật có hoa trong họ Cúc (Asteraceae).

## Loài
Chi Heterocondylus gồm các loài: